# عماد الدولة محمد بن علي
عماد الدولة محمد بن علي (الفارسية: عماد الدوله محمد بن علی) كان ضابطًا عسكريًا من عائلة بو حليم الشيباني، وكان يشغل منصب القائد الأعلى في الهند في عهد الغزنويين.

## السيرة
عماد الدولة محمد كان ينتمي إلى عائلة بو حليم الشيباني، وكان ابنًا لرجل يُدعى علي، وكان له أخ اسمه ربيع بن علي. وكان آخر من ذكر من آل بو حليم قبل عماد الدولة محمد هو نجم الدين زرير، ابن بو حليم، مؤسس العائلة الذي يحمل الاسم نفسه. وقد ورد ذكر عماد الدولة محمد وشقيقه لأول مرة في عهد السلطان أرسلان شاه، حيث ورد ذكر عماد الدولة محمد باعتباره القائد الأعلى (أسفهسلار) للجيش الغزنوي في الهند، كما ورد ذكر شقيقه ربيع بن علي أيضًا، ولكن منصبه غير معروف.
لكن حكم أرسلان شاه لم يكن طويلًا؛ إذ عُوملت والدته، وهي أميرة سلجوقية تدعى جوهر خاتون، معاملة سيئة، مما دفع شقيقها أحمد سنجر إلى غزو ممتلكات أرسلان شاه، حيث تمكن من هزيمة أرسلان شاه بشكل حاسم وجعل شقيقه بهرام شاه الحاكم الجديد لسلالة الغزنويين، وفي الوقت نفسه اعترف بسيادة سجق. لكن أرسلان شاه نجح في النجاة من الغزو، وهرب إلى الهند، حيث تلقى الدعم من الأخوين بو حليم وضباط آخرين.
بعد أن غادر أحمد سنجر عاصمة الغزنويين غزنة، عاد أرسلان شاه إلى العاصمة، حيث هزم بهرام شاه، لكن أحمد سنجر عاد بعد فترة وجيزة وهزم أرسلان شاه، الذي فر مرة أخرى، لكن قبض عليه قائد سلجوقي، فأٌعدم. ومع ذلك، استمر الأخوان بو حليم في معارضة بهرام شاه؛ وتمكن عماد الدين محمد، الذي كان لا يزال في الهند، من الصمود في وجه هجوم بهرام شاه، ولكن في النهاية هُزم وأسره بهرام شاه في لاهور عام 1119.
ولكن بسبب الخدمة العظيمة التي قدمها عماد الدين محمد للغزنويين في الهند، عفا عنه بهرام شاه وأعاده إلى منصب القائد الأعلى للجيش الغزنوي في الهند. ومع ذلك، سرعان ما ثار عماد الدين محمد، مع عدد من أبنائه مثل المعتصم بن محمد، ضد بهرام شاه، لكنه قُتل مع أبنائه على يد جيش أرسله بهرام شاه. وبعد هذا الحدث اختفى ذكر عائلة بو حليم تمامًا.